# اندرو برد
اندرو برد (انگلیسی: Andrew Bird؛ زادهٔ ۱۱ ژوئیهٔ ۱۹۷۳) موسیقی‌دان، ترانه‌سرا و نوازندهٔ اهل ایالات متحده آمریکا است. برد ابتدا با گروه اسکیرل نات زیپرز (Squirrel Nut Zippers) همکاری می‌کرد و بعدتر گروه خود بُول آو فایر (Andrew Bird's Bowl of Fire) را شکل داد، اما اکنون بیشتر با آثار انفرادی‌اش در موسیقی ایندی شناخته می‌شود.
ساز اصلی اندرو برد ویولن است و به نواختن گیتار، ماندولین، زیلوفون، سوت و گلاکنشپیل (Glockenspiel) نیز تسلط دارد.